# Baron Botetourt
Baronowie Botetourt 1. kreacji (parostwo Anglii)
- 1305–1324: John de Botetourt, 1. baron Botetourt
- 1324–1385: John de Botetourt, 1. baron Botetourt
- 1385–1406: Joan Burnell, 3. baronowa Botetourt
- 1764–1770: Norborne Berkeley, 4. baron Botetourt
- 1803–1803: Henry Somerset, 5. książę Beaufort i 5. baron Botetourt
- 1803–1835: Henry Charles Somerset, 6. książę Beaufort i 6. baron Botetourt
- 1835–1853: Henry Somerset, 7. książę Beaufort i 7. baron Botetourt
- 1853–1899: Henry Charles FitzRoy Somerset, 8. książę Beaufort i 8. baron Botetourt
- 1899–1924: Henry Adelbert Wellington FitzRoy Somerset, 9. książę Beaufort i 9. baron Botetourt
- 1924–1984: Henry Hugh Arthur FitzRoy Somerset, 10. książę Beaufort i 10. baron Botetourt